# Isla de Basse-Terre
La isla de [la] Basse-Terre (en francés: île de [la] Basse-Terre, que en español es isla de la Baja-Tierra o de la Tierra Baja) es la isla occidental de las dos mayores islas del departamento de ultramar francés de Guadalupe en el mar Caribe. Está separada de su hermana menor Grande-Terre por un estrecho canal llamado Rivière Salée, Tiene una superficie de 848 km² y una población estimada en 200.000 habitantes en 2006.
Es una isla volcánica teniendo incluso activo el volcán La Grande Soufrière, es de clima tropical, donde se pueden registrar intensas precipitaciones.
Su nombre proviene del vocabulario de Marina usado en el siglo XVII, usado para designar al litoral que se encuentra protegido de los vientos en oposición a la palabra Capesterre.
La principal localidad y capital de departamento y región francesa es la ciudad de Basse-Terre que se encuentra en el sur de la isla, al suroeste del volcán Soufrière.

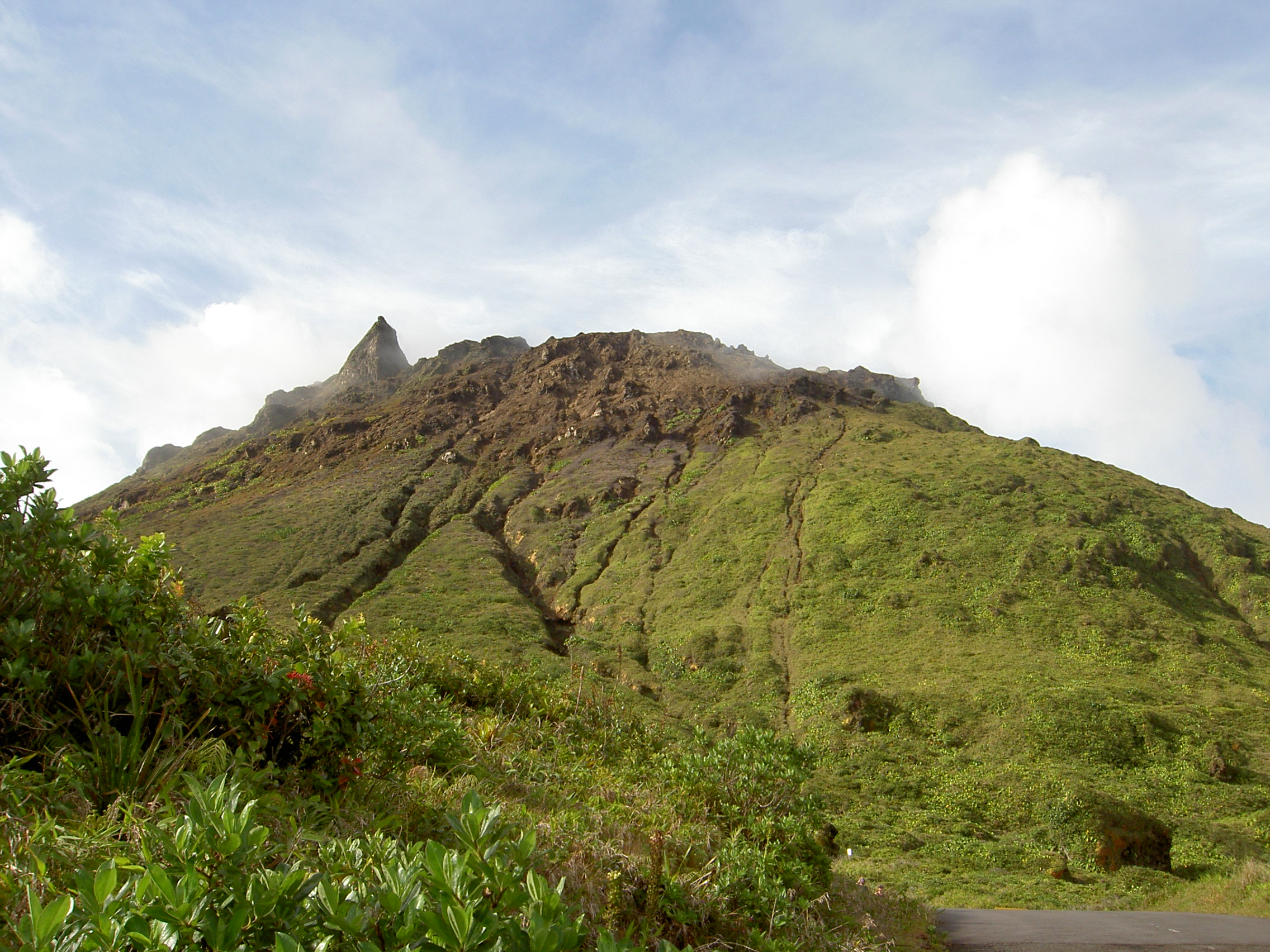
El volcán, la Grande Soufrière
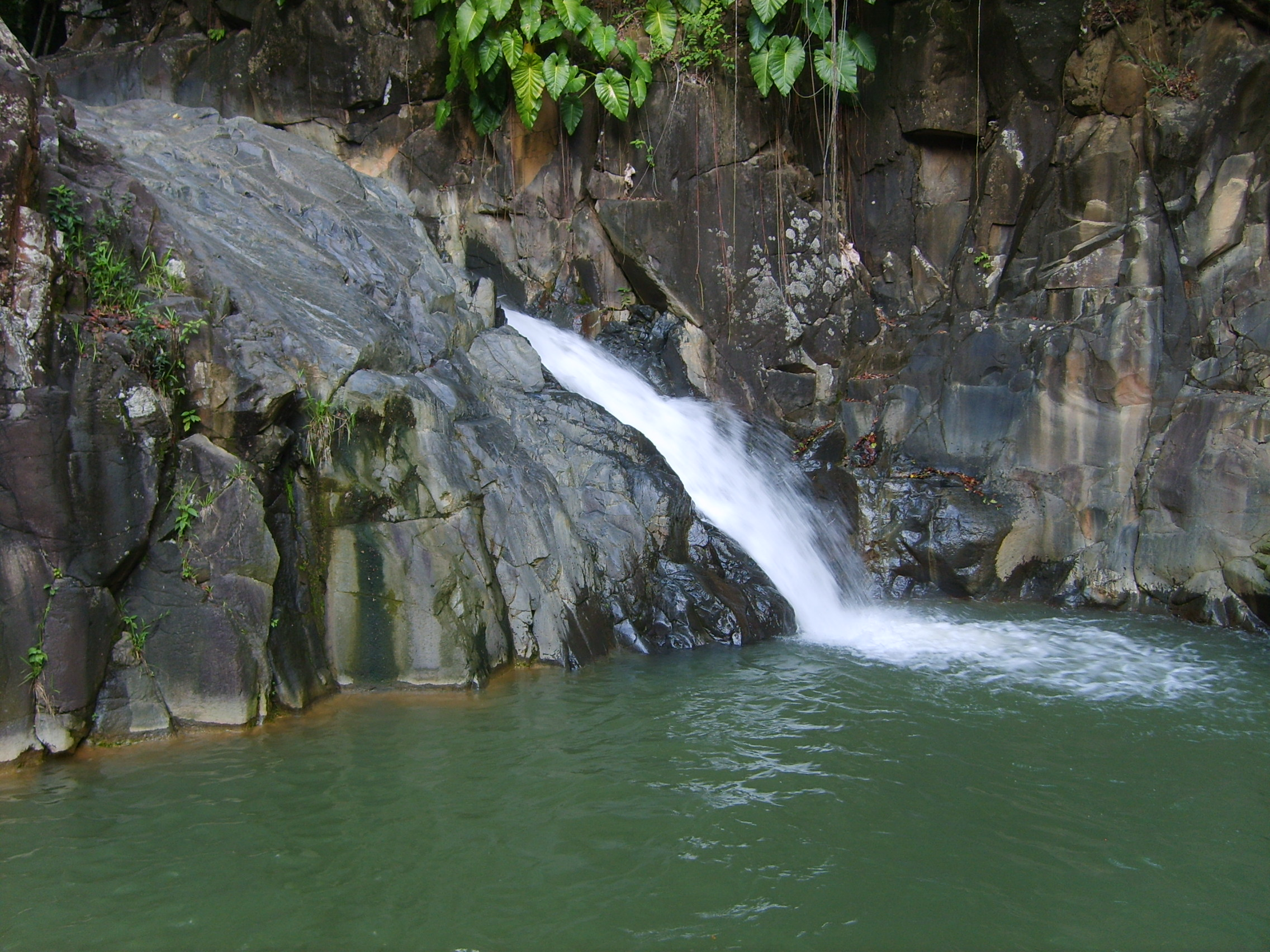
cascada de Acomat
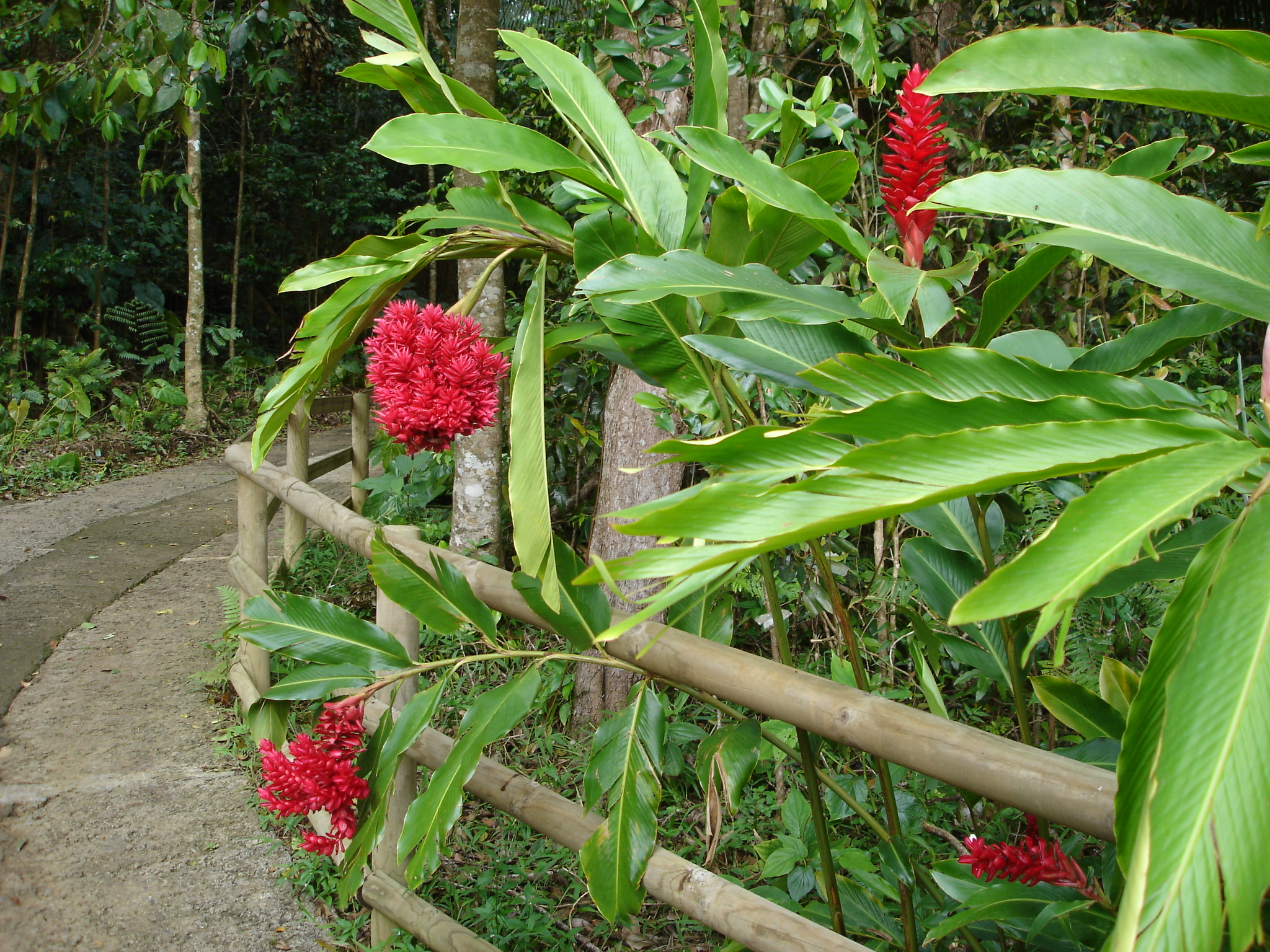
Flores en Basse-Terre
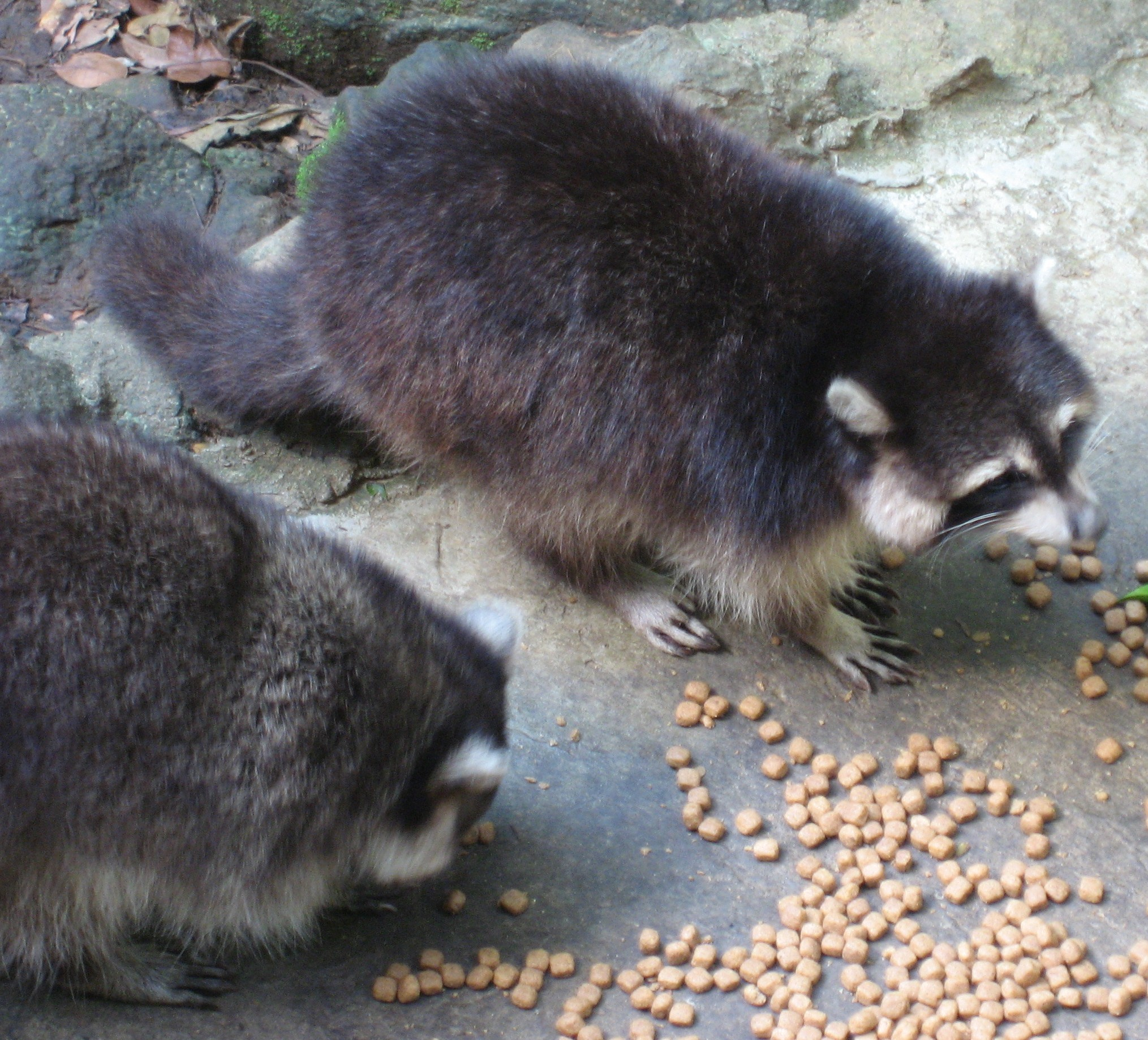
El Mapache de Guadalupe